# Rock Band (computerspel)
Rock Band is een muziekspel ontwikkeld door Harmonix. Het is een variatie op de Guitar Hero-serie. In beide games is het mogelijk in een rockband te spelen, maar het verschil is dat er in eerdere versies van Guitar Hero slechts met een gitaar gespeeld kon worden, terwijl het vanaf de eerste versie van Rock Band mogelijk was om met een complete band te spelen. De speler kan onder andere kiezen tussen gitaar, drums en piano. Daarnaast is er ook een mogelijkheid om te zingen. Rock Band was eerst uitgebreider dan Guitar Hero, maar de nieuwere versies van Guitar Hero hebben deze opties nu ook. Daardoor zijn de twee spellen nu ongeveer gelijkwaardig.

## Versies
Er zijn verschillende versies van dit spel:
- Rock Band
- Rock Band 2
- Rock Band  3
- Rock Band  4
- Green Day: Rock Band
- Lego: Rock Band
- The Beatles: Rock Band
- Rock Band Unplugged

Ook zijn er nog verscheidene Song Packs.

## Ontvangst
| Beoordeeld door       | Jaar | Platform      | Score |
| --------------------- | ---- | ------------- | ----- |
| Planet Xbox 360       | 2007 | Xbox 360      | 95%   |
| Lawrence              | 2007 | Xbox 360      | 94%   |
| GameZone              | 2007 | Xbox 360      | 93%   |
| GameSpot              | 2007 | PlayStation 3 | 90%   |
| Cheat Code Central    | 2007 | PlayStation 3 | 90%   |
| Kombo.com             | 2007 | Xbox 360      | 90%   |
| GamesAreFun.com (GAF) | 2008 | Xbox 360      | 90%   |
| GamingTrend           | 2007 | Xbox 360      | 88%   |
| games xtreme          | 2008 | Xbox 360      | 85%   |
| AusGamers             | 2008 | Xbox 360      | 85%   |

## Platforms
| Platform | Jaar                                   |
| -------- | -------------------------------------- |
| 2007     | PlayStation 2, PlayStation 3, Xbox 360 |
| 2008     | Wii                                    |
| 2015     | Playstation 4, Xbox One                |

## Trivia
- Het spel is opgenomen in het boek 1001 Video Games You Must Play Before You Die van Tony Mott.